# Trithemis grouti
Trithemis grouti – gatunek ważki z rodziny ważkowatych (Libellulidae).